# Karl Reimers (Theologe)
Karl Hermann Reimers  (* 11. Januar 1872 in Seester; † 11. Juni 1934 in Hamburg) war ein deutscher evangelisch-lutherischer Theologe und Publizist.

## Leben und Werk
Reimers wurde 1872 in Seester bei Elmshorn als Sohn eines Pastors geboren. Er besuchte das Gymnasium Neumünster und das Großherzogliche Gymnasium in Eutin. Ab Ostern 1891 studierte Reimers Theologie in Tübingen, Berlin und Greifswald. 1895 war er Kandidat des Predigtamtes in Kiel, 1896 wurde er ordiniert. Sein Vikariat leistete er in Tolk bei Flensburg ab. 1897 heiratete er Susanne Dorothea Amalie Spethmann (1872–1954). Aus der Ehe gingen vier Kinder hervor: Elsbeth (1898–1970), Erika (1900–1994), Hans-Gottfried (1902–1941) und Hildegard (1905–1991).
1897 trat Reimers seine erste Pastorenstelle in Rieseby an, die er bis 1900 innehatte. Von 1900 bis 1906 war er Seemannspastor in Hamburg, ab 1901 auch Pastor an St. Michaelis. Durch Beschluss der Synode war das Amt des Seemannspastors mit der Hauptkirche St. Michaelis verbunden, diese Verbindung wurde 1917 gelöst. In seiner Amtszeit als Seemannspastor setzte sich Reimers tatkräftig für den Bau eines Seemannsheims ein, dieses Unterfangen glückte 1904 mit dem Ankauf eines Grundstücks am Wolfgangsweg von der Stadt, wo das Heim zusammen mit der Lutherkirche in der Karpfangerstraße errichtet wurde.
Ab 1904 gab Reimers die Zeitschrift Hamburgisches Kirchenblatt heraus und veröffentlichte dort zahlreiche Artikel und Kommentare. Diese wöchentlich erscheinende Zeitschrift bestand bis 1920 und galt als konservativ. 1924 wurde die Zeitschrift unter anderer Leitung und mit dem Namen Das evangelische Hamburg fortgeführt.
1913 verließ er den Michel und wurde Pastor an St. Anschar in Hamburg-Eppendorf, dort ab 1919 Pastor der Stiftskirche. 1925 trat er vom Pastorenamt zurück und nahm eine Anstellung beim Evangelischen Presseverband in Berlin an. Nach langer Krankheit starb Reimers 1934 im Krankenhaus Anscharhöhe.
Sein Sohn Hans Gottfried Reimers starb 1941 als Kriegsbeamter in Frankreich an den Folgen eines Attentats der Résistance.

## Schriften (Auswahl)
- Stehen wir in den letzten Zeiten? : eine schlichte Beantwortung dieser Frage. Rauhes Haus, Hamburg 1919. (Nr. 3, Reihe „Antwort auf Gegenwartsfragen“)